# آدریانو (بازیکن فوتبال، زاده سپتامبر ۱۹۸۷)
کارلوس آدریانو دِ سوسا کروز (پرتغالی: Carlos Adriano de Sousa Cruz؛ زادهٔ ۲۸ سپتامبر ۱۹۸۷) که با نام آدریانو شناخته می‌شود، بازیکن فوتبال اهل برزیل است. از باشگاه‌هایی که در آن آدریانو بازی کرده‌است می‌توان به باهیا، فلومیننزه، پالمیراس، دالیان شیده، سئول و چونبوک هیوندای موتورز اشاره کرد.